# 大阪暮色
「大阪暮色」（おおさかぼしょく）は、1985年7月20日に発売された桂銀淑の日本におけるデビュー・シングルである。発売元は東芝EMI。

## 解説
- 韓国でモデル、歌手として活躍した後、来日した桂が作曲家の浜圭介の元でレッスンを積み、この曲で日本デビューを果たした。
- 大阪弁で歌うこの曲は、大阪での有線から火がつき全国ヒットに繋がり、桂のデビュー曲にして代表曲の1曲に数えられる曲になった。

## 収録曲
A面
1. 大阪暮色（3分33秒）
  - 作詞・作曲: 浜圭介、編曲: 高田弘

B面
1. 夢やつれ（3分25秒）
  - 作詞: 里村龍一、作曲: 浜圭介、編曲: 高田弘

## カバー
- 1995年、香西かおり（アルバム『綴織百景 VOL.5 大阪物語』）
- 2003年、大月みやこ（アルバム『浪速演歌をうたう』）
- 2007年、神野美伽（アルバム『～まいどおおきに～ 浪花演歌集』）
- 2014年、北原ミレイ（アルバム『ミレイの演歌』）
- 2017年、パク・ジュニョン（アルバム『街の風景（京阪神編）』）
- 2018年、丘みどり（アルバム『～彩歌～いろどりうた』）
- 2019年、山口かおる（アルバム『山口かおる歌謡曲集3 ～VOICE～』）